# Инглис (река)
Инглис (англ. Inglis River) — река в северо-западной части Тасмании (Австралия), впадающая в Бассов пролив в районе города Уинъярд.

## География
Река Инглис берёт своё начало в гористой местности Уэстерн-Плейн (Western Plain), примерно в 3 км западнее автомобильной дороги  Марчисон-Хайвей (Murchison Highway). Исток находится на высоте около 510 м над уровнем моря. Далее река Инглис течёт преимущественно в северном направлении, а перед впадением в Бассов пролив поворачивает на восток. Эстуарий реки Инглис находится на западной стороне города Уинъярд (Wynyard).
У Уинъярда реку Инглис пересекает автомобильная дорога  Басс-Хайвей (Bass Highway), идущая вдоль северного побережья Тасмании. Ближе к центру Уинъярда есть ещё один автомобильный мост, названный по имени близлежащего мыса Тейбл-Кейп (Table Cape Bridge).
Основными притоками реки Инглис являются реки Колдер (Calder River, правый приток) и Флауэрдейл (Flowerdale River, левый приток). Площадь бассейна реки Инглис составляет 505 км².

## Фауна
Река Инглис является популярным местом для рыбной ловли. В частности, в ней водится кумжа (Salmo trutta, англ. brown trout — коричневая форель), сезон ловли которой продолжается с августа по апрель.
В нижнем течении реки (у Уинъярда) можно увидеть утконосов (Ornithorhynchus anatinus), а также лазурных зимородков (Alcedo azurea).

## История
Первое поселение европейцев у эстуария реки Инглис было образовано в 1850-х годах тремя братьями Александр, бывшими заключёнными. Оно было расположено на западной стороне реки (со стороны Тейбл-Кейп) и получило название Александрия (Alexandria). Вскоре после этого на восточной стороне реки был основан Уинъярд. После того, как в 1861 году был построен мост через реку Инглис, Уинъярд стал быстро развиваться и превратился в портовый и коммерческий центр близлежащего района.